# Gulbrynad tangara
Gulbrynad tangara (Kleinothraupis parodii) är en fågel i familjen tangaror inom ordningen tättingar.

## Utseende och läte
Gulbrynad tangara är en 15,5 cm lång gul och grön tangara med kraftig näbb. På huvudet syns ett gröngult ögonbrynsstreck som sträcker sig bakom örontäckarna, färggladast ovan ögat. Vidare är hjässan och tygeln smutsigt olivgröna, mörkast på pannan. I övrigt är den olivgul ovan och gul under. Liknande citronskogssångaren (Myiothlypis luteoviridis) har liknande fjäderdräkt med tunnare helsvart näbb, svartare tygel och gulaktig hjässa. Lätet är en oupphötligt upprepad serie med mestadels sträva och ljusa toner, exempelvis "tzzee tszwe zi zi zi zhit-zhit-zhit".

## Utbredning och systematik
Fågeln förekommer i Anderna i sydöstra Peru (Cusco). Den behandlas som monotypisk, det vill säga att den inte delas in i några underarter. Tidigare placerades arten i släktet Hemispingus, men genetiska studier visar att arterna i släktet inte är varandras närmaste släktingar.

## Status
Arten tros minska relativt kraftigt i antal till följd av avskogningen i Amazonområdet. Internationella naturvårdsunionen IUCN kategoriserar den som nära hotad.

## Namn
Fågelns vetenskapliga artnamn hedrar peruanske politikern José Parodi Vargas.